# Fontechiari
Fontechiari település Olaszországban, Lazio régióban, Frosinone megyében. Lakosainak száma 1237 fő (2023. január 1.). Fontechiari Arpino, Broccostella, Casalvieri, Vicalvi és Posta Fibreno községekkel határos.

## Népesség
A település lakossága az elmúlt években az alábbi módon változott:
| Lakosok száma | 1304 | 1306 | 1237 |
|               | 2017 | 2018 | 2023 |